# Josefov (okres Sokolov)
Obec Josefov (německy Josefsdorf) se nachází v okrese Sokolov, kraj Karlovarský. Žije zde 421 obyvatel.
Ve vzdálenosti 7 km jihovýchodně leží město Sokolov, 12 km východně město Chodov, 14 km severozápadně město Kraslice a 20 km východně statutární město Karlovy Vary.

## Historie
První písemná zmínka o obci pochází z roku 1833. Poslední majitelkou byla Františka Kopalová vlastnící velkostatek do roku 1945.

## Obyvatelstvo
Při sčítání lidu v roce 1921 zde žilo 168 obyvatel, z nichž žádný nebyl Čechoslovák, 168 bylo Němců. Všichni se hlásili k římskokatolické církvi.
| Rok            | 1869 | 1880 | 1890 | 1900 | 1910 | 1921 | 1930 | 1950 | 1961 | 1970 | 1980 | 1991 | 2001 | 2011 |
| -------------- | ---- | ---- | ---- | ---- | ---- | ---- | ---- | ---- | ---- | ---- | ---- | ---- | ---- | ---- |
| Počet obyvatel | 202  | 192  | 188  | 194  | 175  | 168  | 162  | 61   | 68   | 126  | 19   | 171  | 185  | 196  |
| Počet domů     | 27   | 26   | 28   | 27   | 26   | 29   | 29   | 23   | 128  | 38   | 7    | 63   | 68   | 78   |

| Rok            | 1869 | 1880 | 1890 | 1900 | 1910 | 1921 | 1930  | 1950 | 1961 | 1970 | 1980 | 1991 | 2001 | 2011 |
| -------------- | ---- | ---- | ---- | ---- | ---- | ---- | ----- | ---- | ---- | ---- | ---- | ---- | ---- | ---- |
| Počet obyvatel | 732  | 845  | 822  | 991  | 971  | 932  | 1 012 | 523  | 531  | 399  | 298  | 277  | 305  | 342  |
| Počet domů     | 106  | 123  | 128  | 135  | 135  | 147  | 170   | 180  | 128  | 111  | 97   | 118  | 124  | 139  |

## Části obce
- Josefov
- Hřebeny (Hartenberg)
- Luh nad Svatavou (Werth)
- Radvanov (Robesgrün)